# George Francis Lyon

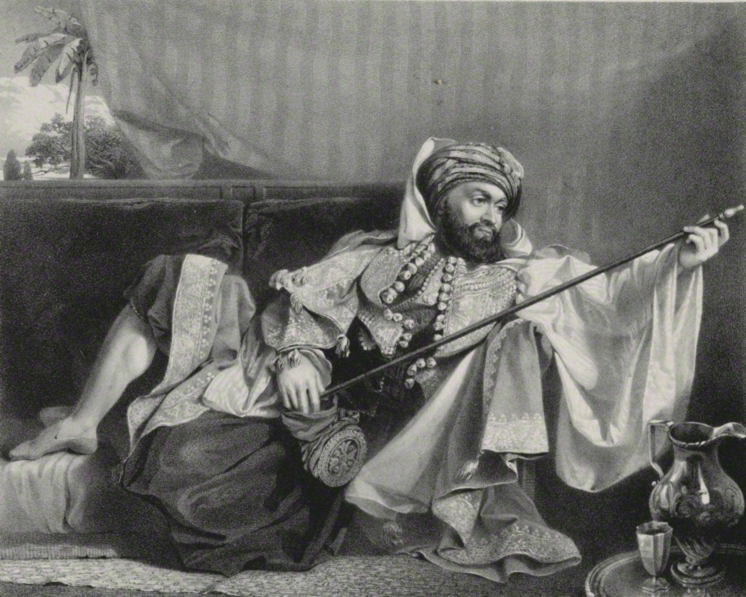

George Francis Lyon (Chichester, 1795 - op zee, 8 oktober 1832) was een Britse marine-officier, die deelnam aan ontdekkingsreizen naar Libië en Noord-Canada.
Lyon kwam in 1808 bij de marine, en diende onder meer in de Middellandse Zee. In 1817, terwijl zijn schip op Malta aangemeerd lag, vergezelde hij Joseph Ritchie op een expeditie die vanuit Tripoli de Sahara moest oversteken naar de Niger. Ze kwamen tot Murzuk, maar moesten daar wegens ziekte halt houden, en uiteindelijk overleed Ritchie. Lyon reisde met de derde man John Bedford oostwaarts naar Zuila, maar besloot daarna naar de kust terug te keren. Lyon bracht hier de eerste berichten over het Tsjaadmeer terug naar Europa, hoewel met de onjuiste verklaring dat de Niger daarin zou uitmonden.
In 1821-1823 was hij kapitein op de Hecla, het tweede schip op een expeditie van William Edward Parry naar Noord-Canada. De expeditie onderzocht het noordelijke deel van de Hudsonbaai (het Foxe Basin), en Fury and Hecla Strait werd ontdekt.
In 1824 werd Lyon opnieuw naar dit gebied uitgezonden, nu als leider van een expeditie. Hij moest proberen door Fury and Hecla Strait naar het westen te varen. Hij voer langs het zuiden van Southampton Island, en wilde via Roe's Welcome Sound Repulse Bay bereiken. Zijn schip, de Griper werd in Roe's Welcome Sound echter ernstig beschadigd door getijden en wind, wat hem deed besluiten rechtsomkeert te maken en naar Engeland terug te varen.
Hoewel hij niet schuldig was aan het falen van zijn expeditie, verloor hij toch sterk aan aanzien bij de marineleiding, en hij kreeg geen verdere opdrachten van de marine. Wel reisde hij in 1826 nog naar Mexico om onderzoekingen te verrichten voor een mijnbouwbedrijf.
Hij overleed aan boord van het schip dat hem terug naar Engeland bracht op 8 oktober 1832.

## Publicaties
- A narrative of travels in Northern Africa, in the years 1818, 19, and 20, accompanied by geographical notices of Soudan, and of the course of the Niger. (Londen 1821)
- The private journal of Captain G.F. Lyon [...] during the recent voyage of discovery under Captain Parry (Londen/Boston 1824)
- A brief narrative of an unsuccesful attempt to reach Repulse Bay through Sir Thomas Roe's Welcome in His Majesty's Ship Griper, in the year 1824 (Londen 1825)
- Journal of a residence and tour in the Republic of Mexico, in the year 1826 (Londen 1828)